# 시라이 에이지
시라이 에이지(일본어: 白井 永地, 1995년 5월 26일 ~ )는 일본의 축구 선수이다.

## 구단 경력
그는 2014년부터 J리그의 미토 홀리호크, 파지아노 오카야마, 도쿠시마 보르티스에서 뛰었다.